# Blacus multiarticulatiformis
Blacus multiarticulatiformis är en stekelart som beskrevs av Roy D. Shenefelt 1969. Blacus multiarticulatiformis ingår i släktet Blacus och familjen bracksteklar. Inga underarter finns listade.